# دکسترانومر
دکسترانومر (انگلیسی: Dextranomer) یک ماده سیکاتریزان (ایجادکنندهٔ بافت فیبروز دائمی) است که برای بهبود زخم و در محصولات دارویی برای درمان بی‌اختیاری مدفوع استفاده می‌شود. این دارو شامل زنجیره‌های پلیمری دکستران است که به صورت شبکه‌ای سه بعدی به هم متصل شده‌اند.

## سولِـستا
سولِـستا نام تجاری روشی از تزریق دکسترانومر در هیالورونات سدیم تثبیت‌شده برای درمان بی‌اختیاری مدفوع (FI) است. این فرآورده یک ژل زیست‌سازگار برای استفاده به‌عنوان حجم‌دهندهٔ تزریقی مقعدی است. این سیستم برای تزریق در لایه زیر مخاطی کانال مقعدی پروگزیمال (یعنی بالای سطح خط دندانه‌ای) در نظر گرفته شده است.